# Alterum Rotense
L'Alterum Rotense o Cronicó Rotense II és un cronicó de la sèrie de Cronicons Rivipullensis redactats en llatí i que tingueren origen en el Monestir de Ripoll. Aquest, tot i ser iniciat al Monestir de Ripoll, fou traslladat al Monestir de Roda d'Isàvena a finals del segle xi i continuat allí fins al 1205.